# Нанобезопасность

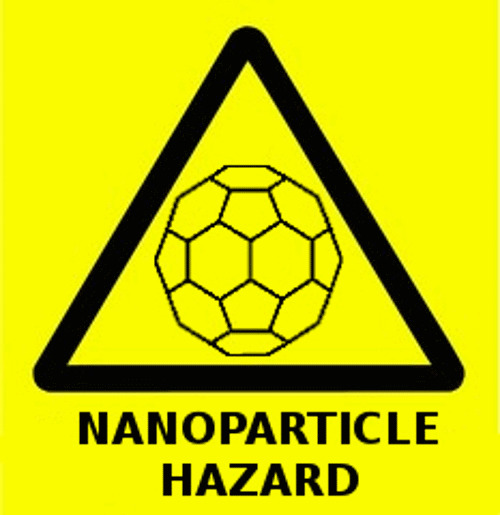
Знак нано-опасности

Нанобезопасность — новое междисплинарное направление науки о безопасности наноматериалов. Безопасность наноматериалов является важнейшим фактором, регламентирующим их промышленное производство и применение. Уникальные свойства наночастиц сводят к нулю возможность прогнозов, которые могут быть сделаны на основании информации о макровеществах. Для повышения точности прогнозов свойств наноматериалов необходимо собирать информацию о размерах частиц, их структуре, присущих им квантово-механических механизмах, а также о способности взаимодействовать с биологическими тканями. Необходимы тесты in vitro для определения безопасности или рисков использования наночастиц, выяснения их избирательной токсичности и токсикокинетики. Анлиз больших объемов данных возможен только с применением комплексного компьютерного моделирования.
Из-за своих очень малых размеров некоторые наночастицы могут легко проникать сквозь биологические мембраны, попадая в органы и ткани. Это является основанием для изучения вопроса о потенциальной токсичности наночастиц, особенно для разработок в медицине.